# サーモレオフィラム属
サーモレオフィラム属（サーモレオフィラムぞく、Thermoleophilum）は、真正細菌の放線菌門サーモレオフィラム綱サーモレオフィラム目サーモレオフィラム科の属である。
サーモレオフィラム目及びサーモレオフィラム科のどちらにおいても唯一記載されている属である。

## 名称
Thermoleophilumの名前は、ギリシャ語で「熱」を意味する女性形容詞"thermê"、ラテン語で「油」を意味する中性名詞"oleum"、新ラテン語で「好む」「愛する」を意味する中性形容詞"philum"を組み合わせた造語で、「熱と油を好む微生物」を意味する。

## 特徴
グラム陰性、好気性、非運動性、非胞子形成性、桿状の緑色非硫黄細菌である。生育温度が45～70℃で至適温度は60℃付近の偏性好熱菌であり、生育pHは6.5～7.5の中性である。GC含量は68–70 mol%である。C12–19のn-アルカン、シクロヘキサン、シクロヘプタン、C12–18アルコール、或いはC13–19ケトンといった炭化水素を唯一の炭素源とする能力を持つ。

## 種

### サーモレオフィラム・アルバム(Thermoleophilum album)
albumは、ラテン語で「白」を意味する中性形容詞である。
基準株はATCC 35263株である。この株の16S rRNA遺伝子配列のGenBank/EMBL/DDBJアクセッション番号はAJ458462である。
グラム陰性且つ好気性の小型桿菌であり、寒天培地上にて非常に小さな白いコロニーを形成する。色素産生、運動性、及び内生胞子を形成する能力を持たない。生育温度は45℃から70℃で60℃付近が最適であり、また中性に近いpHで生育する。GC含量は68～70 mol%である。栄養基質として13～20炭素のn-アルカンのみを与えた培養条件にてこの炭化水素を利用することができる。

### サーモレオフィラム・ミニュタム(Thermoleophilum minutum)
minutumは、ラテン語で「小さい」を意味する中性分子形容詞であり、この細菌のコロニーの大きさに因む。
基準株はYS-4株（= ATCC 35265）で、ワイオミング州イエローストーン国立公園の温泉から分離された。この株の16S rRNA遺伝子配列のGenBank/EMBL/DDBJアクセッション番号はHQ223108である。
好気性、カタラーゼ陽性で、非運動性且つ非胞子形成性の長さ1.5μmの桿菌。生育温度は45～70℃で至適温度は60℃であり、また、生育pHは6.0から7.0で至適pHは6.8である。炭素数13～20のn-アルカンを唯一の炭素源及びエネルギー源として利用することが可能である。GC含量は70.0 mol%である。

## 歴史
- 1984年、米国内の自然環境から採取された泥水から、好熱性且つ炭化水素分解微生物を単離する目的で、n-ヘプタデカンのみを唯一の栄養基質として与えられた寒天培地上にて60℃の培養条件でサーモレオフィラム・アルバムが単離されたことが報告された。同時に、新規属としてサーモレオフィラム属が提案された[1]。
- 1986年に2番目の種であるサーモレオフィラム・ミニュタムの発見が報告された[4]。
- 2001年にBooneらによってプロテオバクテリア門のシュードモナス科(Pseudomonadaceae)に割り当てられた[7]。
- 2003年に放線菌門のルブロバクター亜綱(Rubrobacteridae)に再分類することが提案された[5]。
- 2004年にルブロバクター亜綱内でサーモレオフィラム科(Thermoleophilaceae)が新設され、この科に移転するとともに、そのタイプ属に指定された[6]。
- 2009年にサーモレオフィラム目が新設され、そのタイプ属に指定された[8]。
- 2013年に放線菌門にサーモレオフィラム綱が新設され、そこへサーモレオフィラム目が移動した[9]。